# Jimmy Tavares
Pour les articles homonymes, voir Tavares.
Jimmy Tavares (né le 20 novembre 1984 à Clermont-Ferrand en Auvergne) est un patineur artistique et acteur français.

## Biographie

### Carrière dans le cinéma
Il a joué dans le film Ma vraie vie à Rouen, réalisé par Olivier Ducastel et Jacques Martineau en 2002. Le film est sorti aux États-Unis en 2003 sous le titre My life on Ice.
Les deux réalisateurs ont choisi Jimmy Tavares pour le rôle principal du film car ils avaient besoin d'un patineur artistique de niveau national. Ce critère était indispensable car les auteurs ne voulaient pas d'un amateur.
Dans son premier rôle au cinéma, Jimmy joue le personnage d'Étienne, un adolescent qui vit à Rouen et qui s'entraîne pour les championnats de France de patinage artistique. Sa grand-mère lui offre un caméscope numérique pour son 16e anniversaire, ce qui va lui permettre de filmer immédiatement sa vie quotidienne avec ses amis et sa mère, par jeu et pour se constituer des souvenirs. Il va s'intéresser à l'un de ses professeurs, qui serait selon lui un excellent compagnon pour sa mère, mais la relation qui s'installe entre eux va lui faire prendre conscience que son propre désir était plus ambigu qu'il ne le croyait.

### Carrière dans le patinage artistique
Jimmy Tavarès a commencé à patiner à l'âge de 8 ans. Il participe aux compétitions novices et juniors, notamment la coupe internationale de Nice en novembre 2002, mais quitte rapidement le patinage amateur pour devenir professionnel sans participer aux compétitions seniors.
Il travaille en tant qu'artiste pendant un an et demi à Disneyland Paris (2003-2004) puis rejoint les spectacles sur glace dès 2004 : Holiday on Ice (notamment dans les spectacles Peter Pan sur glace en 2005, Bugs Bunny sur glace en 2006 et Energia de 2008 à avril 2010), Hello and Goodbye (le spectacle de Philippe Candeloro, de janvier à mars 2008), Glacier I.C.E., Steve Wheeler's Productions, Dynamic Shows, Wild Rose...
Il chorégraphie de nombreux spectacles dans plusieurs villages du Club Méditerranée. En 2010 et 2011, il travaille en tant que directeur de la création et chorégraphe pour une série de spectacles sur glace aux Pays-Bas (Kaléïdoscopio en décembre 2010, Happy Days en avril 2011, Hello America en décembre 2011).